# Patrick Zurek
Patrick James Zurek (ur. 17 sierpnia 1948 w Wallis, Teksas) – amerykański duchowny katolicki, biskup Amarillo w metropolii San Antonio od 2008.

## Życiorys
Urodził się w rodzinie o czeskich korzeniach. Uzyskał dyplom z matematyki na Uniwersytecie św. Tomasza w Houston. Formację seminaryjną odbył w Houston i Kolegium Ameryki Płn. w Rzymie. Tam zdobył dyplom z teologii na Angelicum. Święcenia kapłańskie otrzymał 29 czerwca 1975 z rąk papieża Pawła VI w bazylice św. Piotra w grupie 360 kleryków, którzy zostali wyświęceni dla uczczenia Roku Świętego. Razem z nim ordynowani zostali m.in. przyszli biskupi: Raymond Leo Burke, Michael Cote, James Michael Harvey, Michael Hoeppner, Glen Provost i William Mulvey. Pracował duszpastersko w rodzinnej diecezji Austin.
5 stycznia 1998 otrzymał nominację na biskupa pomocniczego San Antonio ze stolicą tytularną Thamugadi. Sakry udzielił mu ówczesny metropolita Patrick Flores. Po dziesięciu latach, w dniu 3 stycznia 2008 mianowany ordynariuszem Amarillo. Ingres miał miejsce 22 lutego 2008.